# برونو ألفيس (لاعب كرة قدم)
برونو ألفيس (بالبرتغالية: Bruno Fabiano Alves‏) هو لاعب كرة قدم برازيلي في مركز الدفاع، ولد في 16 أبريل 1991 في جاكاري في البرازيل. لعب مع نادي ريبيراو ونادي فيغورينسي.

## وصلات خارجية
- برونو ألفيس (لاعب كرة قدم) على موقع قاعدة بيانات كرة القدم.إي يو (الإنجليزية)
- برونو ألفيس (لاعب كرة قدم) على موقع Soccerway.com (الإنجليزية)
- برونو ألفيس (لاعب كرة قدم) على موقع عالم كرة القدم.نت (الإنجليزية)